# Cyclophora denticulata
Cyclophora denticulata är en fjärilsart som beskrevs av Carl Peter Thunberg 1788. Cyclophora denticulata ingår i släktet Cyclophora och familjen mätare. Inga underarter finns listade i Catalogue of Life.